# Ormancey
Ormancey är en kommun i departementet Haute-Marne i regionen Grand Est (tidigare regionen Champagne-Ardenne) i nordöstra Frankrike. Kommunen ligger i kantonen Langres som tillhör arrondissementet Langres. År 2022 hade Ormancey 75 invånare.

## Befolkningsutveckling
Antalet invånare i kommunen Ormancey
| Referens: INSEE |